# Всеобщие выборы в Малайзии (1990)
Всеобщие выборы в Малайзии проводились 21 октября 1990 года, на которых избирался федеральный парламент и местные ассамблеи в 11 из 13 штатов Малайзии. Выборы стали первыми после того, как Объединённая малайская национальная организация вышла из Национального фронта и конституционного кризиса 1988 года. Национальный фронт победил в парламенте страны и в 10 из 11 голосовавших штатов. В штате Келантан убедительную победу одержала Умма сильного единства. Явка составила 72,3%.

## Результаты
| Партия                              | Голоса    | %     | Места | +/-   |
| ----------------------------------- | --------- | ----- | ----- | ----- |
| Национальный фронт                  | 2 985 392 | 53,4  | 127   | -21   |
| Партия демократического действия    | 985 228   | 17,13 | 20    | -4    |
| Семангат 46                         | 826 398   | 14,8  | 8     | новая |
| Всемалайзийская исламистская партия | 391 813   | 7,0   | 7     | +6    |
| Объединённая партия Сабаха          | 128 260   | 2,3   | 14    | новая |
| Прочие партии и независимые         | 276 136   | 4,9   | 4     | 0     |
| Недействительные/пустые бюллетени   | 158 498   | —     | —     | —     |
| Всего                               | 5 751 725 | 100   | 180   | +3    |
| Источник: Nohlen et al.             |           |       |       |       |